# Crash: Mind over Mutant
Crash: Mind over Mutant — видеоигра серии Crash Bandicoot в жанре платформера, изданная компаниями Activision и Sierra Entertainment в 2008 году. Является продолжением Crash of the Titans. В России игра была издана компанией Soft Club под названием «Крэш: Повелитель мутантов».

## Сюжет
События Crash: Mind over Mutant игры происходят через год после Crash of the Titans.
Главный герой игры — Крэш Бандикут узнаёт, что доктор Нео Кортекс, злодей серии игр о Крэше Бандикуте, вновь намеревается захватить мир. Для исполнения своего плана, доктор и его приятель, Н. Брио собираются использовать новое изобретение — зависту, которая (является пародией на устройства iPhone и BlackBerry) позволяет управлять сознанием мутантов. Таким образом, двое учёных формируют армию агрессивно настроенных существ. Крэш и Аку-Аку оказываются одни вне власти устройства и теперь должны освободить друзей и положить конец Доктору Кортексу.

### Персонажи
- Крэш Бандикут — управляемый персонаж.
- Аку-аку  — маска, всячески помогающая протагонисту.
- Кранч Бандикут — не родной брат Крэша.
- Коко Бандикут —  родная сестра и гений-механик.
- Н. Джин —  старый друг Кортекса и сообщник.
- Нео Кортекс — главный антагонист на протяжении всей серии.
- Нитрус Брио — старый ассистент Нео.
- Ука-ука — брат Аку-Аку, его злая противоположность.
- Нина Кортекс —  племянница Кортекса

## Игровой процесс
Игра создана в жанре платформера. Игрок управляет Крэшем, главной задачей которого является изучение окружения на Вумпа-острове дабы раскрыть тайну устройства главного антагониста.  В данной игре дается возможность перемещаться между островами по мере их открытия, что является одним из нововведений. Главное нововведение Crash: Mind over Mutant — выполнение различных миссий, что отличается от игровой механики прошлых серий игр, где сюжет был линейным.
Появились мини-игры: при поднятии золотого секундомера начинается игра, в которой Крэш должен собрать/разбить определенное количество предметов. За это он получает бонусы, необходимые для улучшений, которые получает как сам Бандикут, так и титаны, которыми он управляет.
Также, по всему миру разбросаны специальные предметы, расширяющие возможности Крэша в той или иной форме.
Крэш умеет выполнять как простые, так и сложные комбинации для боя. Когда он побеждает врагов или разрушает объекты, вещество под названием моджо освобождается и может быть собрано для развития навыков. В игре так же встречаются враги от маленьких прислужников Кортекса, до самих Титанов. Система управления титанами была немного изменена. Теперь они умеют прыгать, а в бою не нападают все сразу. Каждый из Титанов в игре обладает звёздометром, который указывает, на сколько они близки к обмороку. Когда все звезды заполнены, Титан может быть захвачен Крэшем. Титан обладает как простыми атаками, так и супер-атакой, которая возможна только при заполненной шкале. Когда Крэш управляет титаном, любое моджо им собранное будет идти на прокачку оного. Также, имеется возможность хранить титана в резерве, что во многом упрощает игру. Разработчики упростили систему жизней.

### Кооперативная игра
Как и в Crash of the Titans, в данной игре присутствует кооперативный режим. В версиях Xbox 360 и Wii, второй игрок играет за Коко, в версии для PS2 — за Карбон Крэша. Игрок может вступить в игру в любой момент.

### Локации
- Остров Вумпа (англ. Wumpa Island)
- Ледяной берег (англ. Frozen Coast)
- Пустыня (англ. Wasteland)
- Школа зла (англ. Evil Public School)
- Свалка (англ. Junkyard)
- Гора Гримли (англ. Mount Grimly)
- Космический штаб (англ. Space Head)

## Разработка
Работа над игрой началась после Crash of the Titans.
Рабочим названием игры было Crash: Invasion of the Bandicoot Snatchers, что является пародией на название американского фильма «Вторжение похитителей тел» (англ. «Invasion of the Body Snatchers»).
Версия игры под каждую игровую платформу разработана разными компаниями, таким образом, игры могут отличаться построением заданий и особенностями игрового процесса.
Для того, чтобы звук не становился повторяющимся в игре представлено более 8500 строк диалога.

## Отзывы
| Сводный рейтинг       | Сводный рейтинг | Сводный рейтинг | Сводный рейтинг | Сводный рейтинг |
| Издание               | Оценка          | Оценка          | Оценка          | Оценка          |
| Издание               | DS              | PS2             | Wii             | Xbox 360        |
| --------------------- | --------------- | --------------- | --------------- | --------------- |
| GameRankings          | 48,55 %         | N/A             | 71,79 %         | 61,94 %         |
| Metacritic            | 45/100          | 73/100          | 70/100          | 60/100          |
| Иноязычные издания    |                 |                 |                 |                 |
| Издание               | Оценка          | Оценка          | Оценка          | Оценка          |
| Издание               | DS              | PS2             | Wii             | Xbox 360        |
| Game Informer         | N/A             | N/A             | N/A             | 4,75/10         |
| GameSpot              | N/A             | N/A             | N/A             | 5,5/10          |
| GameZone              | 4,4/10          | 7/10            | 7,7/10          | 8,1/10          |
| IGN                   | 3,2/10          | 6,9/10          | 6,9/10          | 6,9/10          |
| Nintendo World Report | 4/10            | N/A             | 6/10            | N/A             |
| TeamXbox              | N/A             | N/A             | N/A             | 5,8/10          |

Версии для PlayStation 2 и Wii игры Crash: Mind over Mutant были благосклонными, в отличие от остальных.